# Stockholms KK
Stockholms KK là một đội bơi Thuỵ Điển của thành phố Stockholm được thành lập năm 1895. Họ tranh tài tại các bộ môn bơi lội và bóng nước. Nhũng kình ngư nổi tiếng nhất của đội SKK ilà anh em sinh đôi Arne Borg và Åke Borg. SKK hàng năm tổ chức họp mặt thường niên, đặt theo tên của Arne Borg, Arne Borgs minne.

## Kình ngư
- Arne Borg
- Åke Borg
- Pontus Hanson
- Harald Julin
- Göran Larsson
- Carin Nilsson